# جیمز ریلی (فوتبال)
جیمز ریلی (انگلیسی: James Riley؛ زادهٔ ۲۷ اکتبر ۱۹۸۲) یک بازیکن فوتبال اهل ایالات متحده آمریکا است.